# Усть-Лекма
Усть-Ле́кма (рос. Усть-Лекма) — присілок у складі Ярського району Удмуртії, Росія.

## Населення
Населення — 72 особи (2010, 123 у 2002).
Національний склад станом на 2002 рік:
- удмурти — 89 %